# 朱迪丝·N·施克莱
朱迪丝·N·施克莱（Judith Nisse Shklar，1928年9月24日—1992年9月17日）是20世纪美国著名的政治学家、自由主义者。

## 生平
施克莱1928年出生于拉脱维亚的里加的一个犹太人家庭，1939年随父母逃亡到了加拿大，居住在蒙特利尔。
施克莱1949年在麦吉尔大学获得了学士学位，次年在该校获得硕士学位，1955年在哈佛大学获得了博士学位，导师是政治学家卡尔·约阿希姆·弗里德里希。博士毕业后，施克莱在哈佛大学任教，為哈佛大學政治系首位女性教授，美國政治學會首位女性會長。

## 主要作品
- 《乌托邦之后——政治信仰的衰落》（After Utopia: The Decline of Political Faith，1957）
- 《守法主义——法、道德和政治审判》（Legalism: Law, Morals, and Political Trials, 哈佛大学出版社，1964，ISBN 0674523512））（中譯本：中国政法大学出版社，2005）。
- 《人与公民——对卢梭社会理论的研究》（Men and Citizens: A Study of Rousseau’s Social Theory，1969）
- 《自由和独立——对黑格尔精神现象学的政治思想的研究》（Freedom and Independence: A Study of the Political Ideas of Hegel’s Phenomenology of Mind，1976）
- 《平常的惡習》（Ordinary Vices，1984）
- 《孟德斯鳩》（Montesquieu，1987）
- 《不公之面》（The Faces of Injustice，1990）
- 《美国公民权：寻求接纳》（American Citizenship: The Quest for Inclusion，1991）（中譯本：上海人民出版社，2006）。
- 《政治思想与政治思想家》(论文集)（Political Thought and Political Thinkers,1998）